# Сара Пиърс
Сара Пиърс (на английски: Sarah Pearse) е британска писателка на произведения в жанра трилър.

## Биография и творчество
Сара Пиърс е родена във Великобритания. Следва английски език и творческо писане в Университета на Уоруик. Получава следдипломна степен по телевизионна журналистика в университета „Фолмът“, Фолмът. След дипломирането си работи в областта на връзките с обществеността за различни брандове домакинска техника на мултинационална компания.
В началото на двадесетте си години живее няколко години в градче в Швейцарските Алпи. В свободното си време изследва на планините на швейцарския алпийски град Кран Монтана, курортите и санаториумите. Великолепната и драматична обстановка там я вдъхновява за първия ѝ роман.
Впечатлена от разказите в сборника „Най-добрите британски разкази за 2012 г.“ започва сама да пише разкази по време на първото си майчинство. Те са публикувани в различни списания и са номинирани за няколко награди.
Първият ѝ роман „Санаториумът“ от поредицата „Детектив Елин Уорнър“ е издаден през 2021 г. Детектив Елин Уорнър си отива в тих и уединен луксозен хотел в швейцарските Алпи, където е поканена на сватбата на брат си. Сградата е бивш санаториум, за който се носят плашещи слухове. Внезапно бъдещата булка изчезва, буря откъсва хотела от външния свят, а гостите изпадат в паника. Опасностите идват една след друга. Романът става бестселър в списъка на „Ню Йорк Таймс“, номиниран е за различни награди и я прави известна.
Във втория роман „Убежището“ от поредицата, Детектив Елин Уорнър разследва убийства за отмъщение маскирани като нещастни случаи в еко-уелнес убежище за почивка и релаксация на остров край английския бряг, който обаче има тъмно минало.
Сара Пиърс живее със семейството си в Торбей, Южен Девън.

## Произведения

### Серия „Детектив Елин Уорнър“ (Detective Elin Warner)
1. The Sanatorium (2021)
Санаториумът, изд.: ИК „ЕРА“, София (2021), прев. Юлия Чернева
2. The Retreat (2022)
Убежището, изд.: ИК „ЕРА“, София (2022), прев. Росица Тодорова